# 绿带运动
綠帶運動是肯亞的生物學及動物解剖學家旺加里·馬塔伊於1977年發起的一項和環境運動結合運動，旺加里·馬塔伊後於2004年獲頒諾貝爾和平獎。
該運動以農村婦女為主，培養婦女的草根運動意識，提高婦女在健康、環境方面的經營能力。包括建立育苗場、建設取水設施、提供就業機會, 推展原生樹栽植、糧食安全、生態狩獵、公民與環境教育以及婦女成長與改變計畫，緩和森林遭到砍伐的問題。